# Antoine-Olivier Berthelet
Pour les articles homonymes, voir Berthelet.
Antoine-Olivier Berthelet, né le 25 mai 1798 et mort le 25 septembre 1872), est un homme politique, homme d'affaires et seigneur canadien-français.

## Biographie
Il est élu député de Montréal-Est pour la quatorzième législature du Bas-Canada à une élection partielle le 6 avril 1832.   
Le 14 février 1837, il acquiert l'arrière-fief Morel, dans la seigneurie de l'Île-de-Montréal. Six ans plus tard, le 20 avril 1843, il le vend au Séminaire de Montréal.  